# Hibiscus phoeniceus
La peregrina de Cuba (Hibiscus phoeniceus) es una especie de arbusto perteneciente a la familia de las malváceas. Es originaria de América.

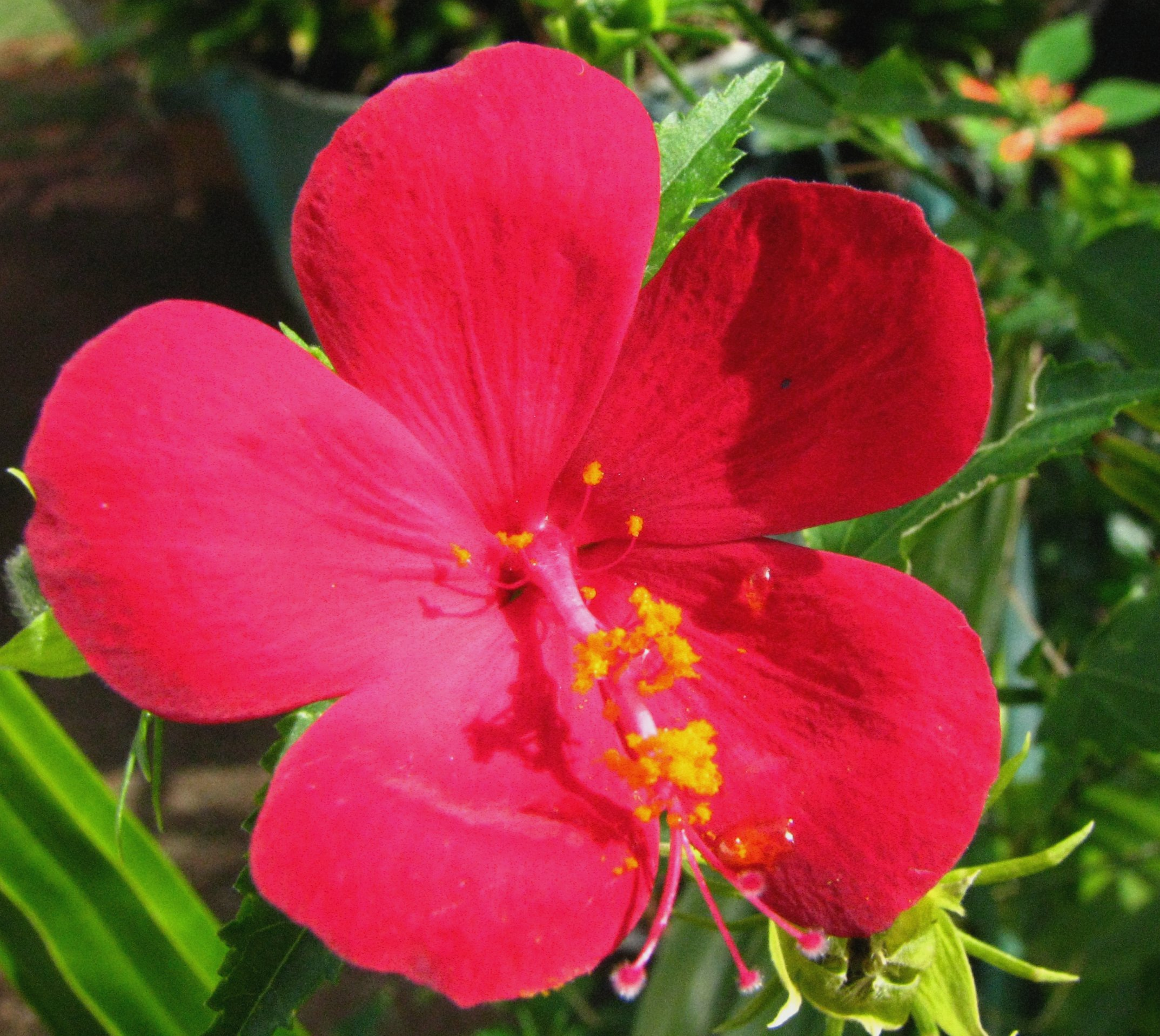
Flor

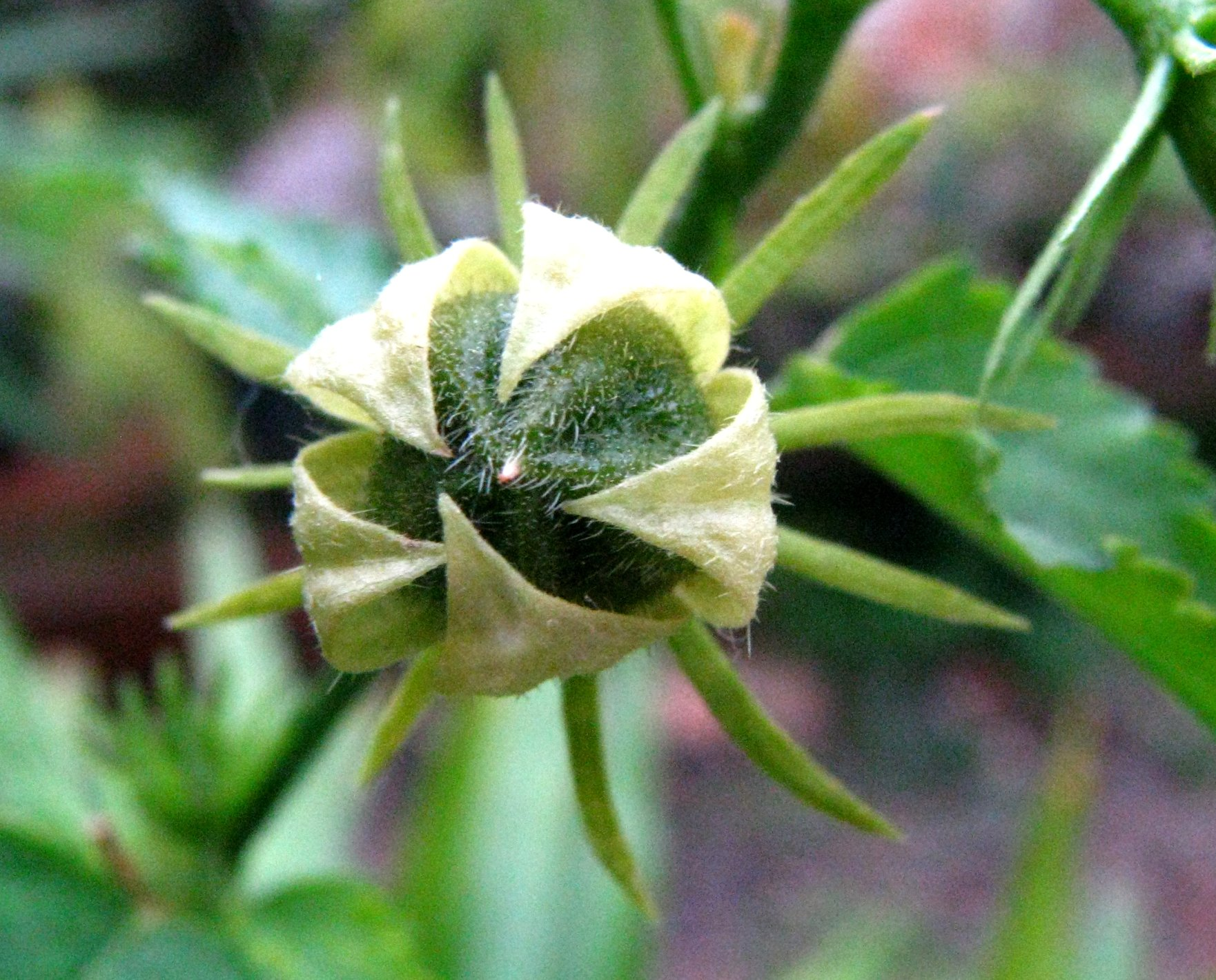
Detalle

## Descripción
Es un arbusto que alcanza los 1–1.5 m de alto; los tallos esparcidamente estrellado-pubescentes a glabrescentes. Las hojas son lanceoladas u ovadas, a veces 3-lobadas, agudas en el ápice, subcordadas o truncadas en la base, serradas. Pedicelos de 0.5–6 cm de largo; bractéolas del calículo 8–9, lineares, tan largas o más que el cáliz, cáliz de 0.6–1 cm de largo, ciliado en los márgenes, sin nectarios; los pétalos 1–2 cm de largo, lilas o a veces blancos. Los frutos en cápsulas de 0.9–1.3 cm de largo, con semillas 2.5 mm de largo.

## Distribución y hábitat
Es una especie localmente común en bosques caducifolios en las zonas pacífica y norcentral; a una altitud de 40–1500 metros, desde México al norte de Sudamérica, también en las Antillas.

## Taxonomía
Hibiscus phoeniceus fue descrita por Nikolaus Joseph von Jacquin y publicado en Hortus Botanicus Vindobonensis 3: 11–12, t. 14. 1776.
Etimología
Hibiscus: nombre genérico que deriva de la palabra griega: βίσκος ( hibískos ), que era el nombre que dio Dioscórides (40-90 d. C.)  a Althaea officinalis.
phoeniceus: epíteto latíno que significa "de color rojo-púrpura"
Sinonimia
- Bombix phoenicea (Jacq.) Medik.
- Bombycella betulina (DC.) Bello
- Bombycella phoenicea (Jacq.) Bello
- Bombyx phoenicea (Jacq.) Moench
- Hibiscus betulifolius Kunth
- Hibiscus betulinus DC.
- Hibiscus brasiliensis L.
- Hibiscus brasiliensis var. sylvaticus (Benth.) Hochr.
- Hibiscus cavanillesianus Kunth
- Hibiscus columbinus Moc. & Sessé ex DC.
- Hibiscus iochromus Brandegee
- Hibiscus neglectus C.Wright
- Hibiscus sylvaticus Benth.
- Hibiscus violaceus Brandegee
- Hibiscus violaceus J. Forbes
- Kosteletzkya bracteosa M.E.Jones
- Pavonia brasiliensis Spreng.[6]